# Джеймссон, Клаудия
Клаудия Джеймссон (англ. Claudia Jamesson, Claudia Jamsson, род. 12 октября 1980, Будапешт) — венгерская порноактриса и фотомодель.

## Порнокарьера
Сниматься в порнофильмах Клаудия начала в 1999 году, причём, немногим позже, чем ей исполнилось 18 лет. Клаудия периодически меняет свой экранный имидж, в том числе цвет своих волос. Снималась как в более консервативных порнофильмах, так и в грубых, жёстких сценах хардкор-порно.

## Сексуальные предпочтения
Свою невинность Клаудия потеряла в 15 лет, однако до этого, по её словам, неоднократно делала минет своему парню. Для сексуального удовлетворения Клаудии ей необходимо совершать 3-4 половых акта в день.

## Премии и номинации
| Год  | Церемония | Номинация                                         | Работа                                      | Результат |
| ---- | --------- | ------------------------------------------------- | ------------------------------------------- | --------- |
| 2004 | AVN Award | Лучшая сексуальная сцена в иностранной постановке | Buttman’s Anal Divas 2, с Мануэлем Феррара) | Номинация |
| 2007 | AVN Award | Лучшая иностранная исполнительница года           |                                             | Номинация |

## Избранная фильмография
- Superfuckers 1 (1999)
- Rocco’s Initiations 2 (1999)
- Kelly’s Way To Love (2001)
- Throat Gaggers 2 (2002)
- Buttman’s Anal Divas 2 (2003)
- Anal Hazard 2 (2005)